# Гигаку
Гигаку (яп. 伎楽) — театральное представление, просуществовавшее в Японии в VII—XV веках. Под эгидой принца-регента Сётоку, решившего использовать гигаку для распространения в стране буддизма, это искусство вошло в дворцовый обиход и стало частью буддийских ритуалов. Представление состояло из трёх частей: процессии выхода исполнителей; музыкальных номеров, пантомим, танцев; процессии ухода.

## Название
В VI веке с распространением буддизма искусство первоначально получило название «гогаку» («музыка Го»), позднее стало именоваться «гигаку». Слово «гигаку» является переводом с санскрита на китайский язык слова «музыка» (IAST vadya): в буддийских текстах это слово обозначало музыку, подносимую божествам. В Китае понятие записывалось иероглифами, читаемыми как «цзиюэ» (яп. «гигаку»), что могло означать «искусная музыка», «искусный ритуал», «искусный театр». По мнению исследователя К. Сигэтоси, название «гигаку» представлению дал принц-регент Сётоку, взявший это слово из почитаемой им сутры «Саддхарма пундарика» в китайском переводе.

## Происхождение спектакля гигаку
Существует несколько гипотез о происхождении гигаку. По одной из версий, это искусство китайского происхождения, поскольку в ранних источниках оно фигурировало под названием курэ-но гаку либо курэ-но утаман, то есть «музыка страны Курэ», юго-восточной части Китая. По другой версии, гигаку родом из Центральной Азии: согласно обнаруженным свидетельствам паломников периода династии Тан, спектакли шли в государстве Куча, а музыкальное сопровождение представлений вобрало в себя как местную (царства Куча) музыку, так и силянскую. В то же время некоторые из использовавшихся в гигаку масок имеют индийское и позднеримское происхождение; техника резьбы в отдельных случаях близка скифской. По ещё одной версии, гигаку пришёл в Японию из Кореи, масочные представления в которой имеют схожие с гигаку черты. Обстоятельства возникновения гигаку могут быть связаны и с функционированием Великого шёлкового пути. Самое большое число свидетельств о данном искусстве сохранилось в Японии.

## История гигаку

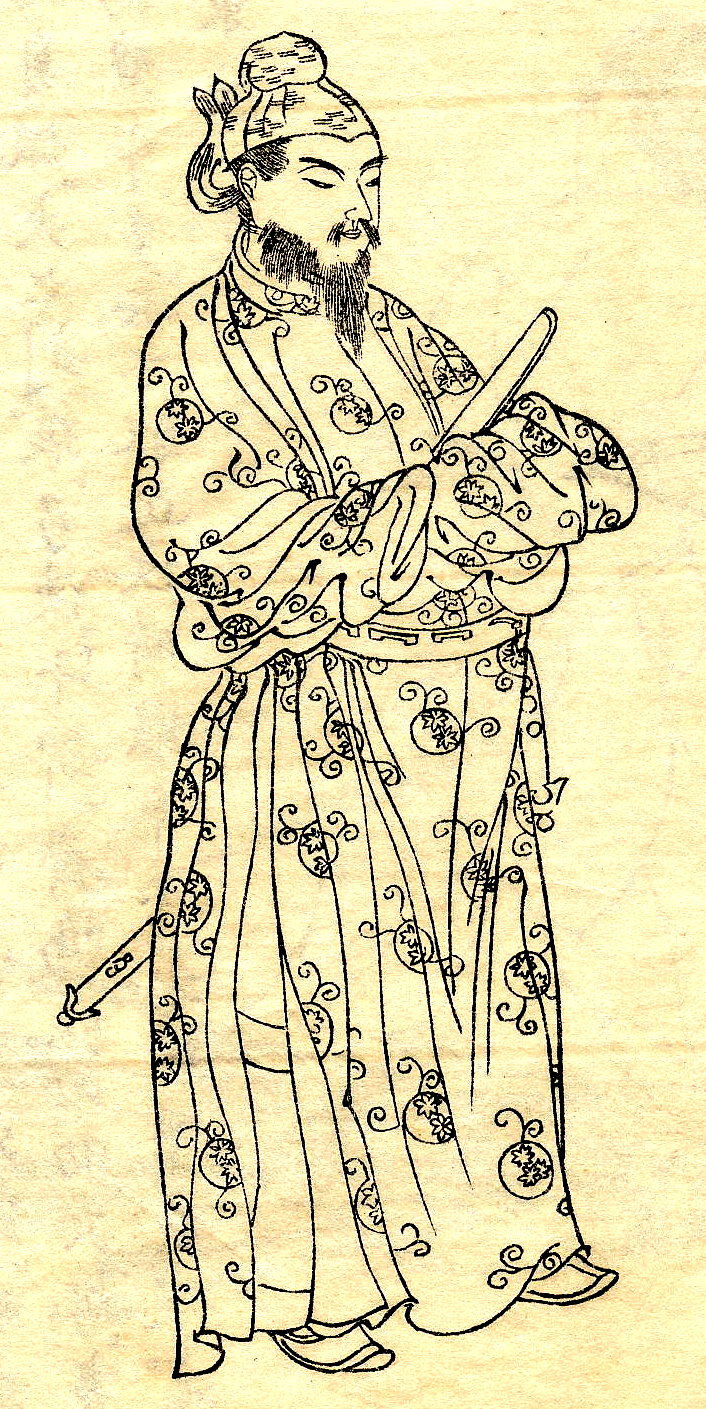
Принц Сётоку

На фоне распространения буддизма гигаку пришло в Японию с материка. Согласно исторической хронике «Нихон сёки» в [612 год]у в страну прибыл кореец Мимаси, научившийся искусству гигаку в Южном Китае. После того как он показал представление при дворе, принц Сётоку (574—622) решил использовать гигаку в целях пропаганды буддизма; Мимаси была вверена группа юношей, которых предстояло обучить гигаку.
В VII—VIII веках гигаку стало постоянной частью буддийских праздников и пользовалось популярностью при дворе как развлечение. Спектакль исполнялся при посвящении в сан и освящении новых храмов и монастырей, некоторые из которых содержали собственных актёров гигаку; в школах гакко при буддийских монастырях воспитанники были обязаны овладеть этим искусством. Строительство храмов способствовало распространению искусства гигаку на всю территорию страны. Исполнявшие гигаку артисты относились к социальной группе бэмин, куда помимо них также входили ремесленники, придворная обслуга, другие люди искусств. Выступавшие при дворе артисты получали жалование и освобождались от налогового бремени.
Спектакли гигаку при императорском дворе давались примерно до начала IX века, когда в качестве официального развлечения их сменили представления бугаку. С конца периода Хэйан (794—1185) школы буддизма при монастырях были ликвидированы, и с XI века интерес к данному искусству в столице (Киото) угас. С XII века словом «гигаку» стала обозначаться любая процессия, при которой люди в масках в сопровождении молитвословий обходили статую Будды. К XIV веку такие действия совершались лишь в отдалённых от столицы буддийских храмах; в XV веке гигаку исчез.
В XXI веке под началом актёра театра кёгэн Номуры Маннодзё в Японии стали устраиваться сингигаку (букв. «новые гигаку»), представляющие собой реконструкции спектаклей прошлого. Первое такое представление прошло в октябре 2001 года. Хотя подлинное искусство гигаку утрачено, его элементы сохранились: некоторые танцы и маски, видоизменившись, перешли в бугаку, некоторые модифицированные маски используются в буддийских представлениях гёдо, а музыкальные инструменты, использовавшиеся в гигаку, также использовались и в дэнгаку.

## Маски и костюмы гигаку
В отличие от масок некоторых народных и храмовых праздников в Азии, изготавливающихся самими исполнителями из подручных материалов на одно представление, т. н. гигаку-мэн — маски гигаку — были созданы профессиональными резчиками. Одни маски изготовлены из ценных пород дерева (таких как павловния), другие — из ткани и лака. По предположению Н. А. Иофан, при их создании японские мастера «опирались на уже сложившуюся к тому времени традицию изготовления масок кагура и видоизменяли „театральный типаж“, заимствованный с материка, сообразно привычным для себя формам»; «вид этих масок на открытой сцене, освещаемой ярким солнцем, должен был вызывать у зрителей впечатление фантастического зрелища».
Единственное сохранившееся подробное описание спектакля гигаку содержится в сочинении «Кёкунсё» (букв. «Книга наставлений»), созданном в 1232—1233 годах придворным музыкантом и очевидцем представления Комой Такадзанэ (1172—1242). Согласно ему, в спектакле участвовало 14 персонажей, их имена также обозначали и названия масок, которые они носят: Барамон, Гоко, Годзё, Карура, Конго, Конрон, Рикиси, Сиси, Сисико, Суйкодзю, Суйкоо, Тайкодзи, Тайкофу и Тидо. На некоторых из сохранившихся масок имеются пометки, указывающие дату изготовления. Как сообщал Николай Конрад в своей работе «О литературном „посреднике“», наиболее старая из датированных масок была создана в 752 году; среди недатированных могут быть ещё более древние.

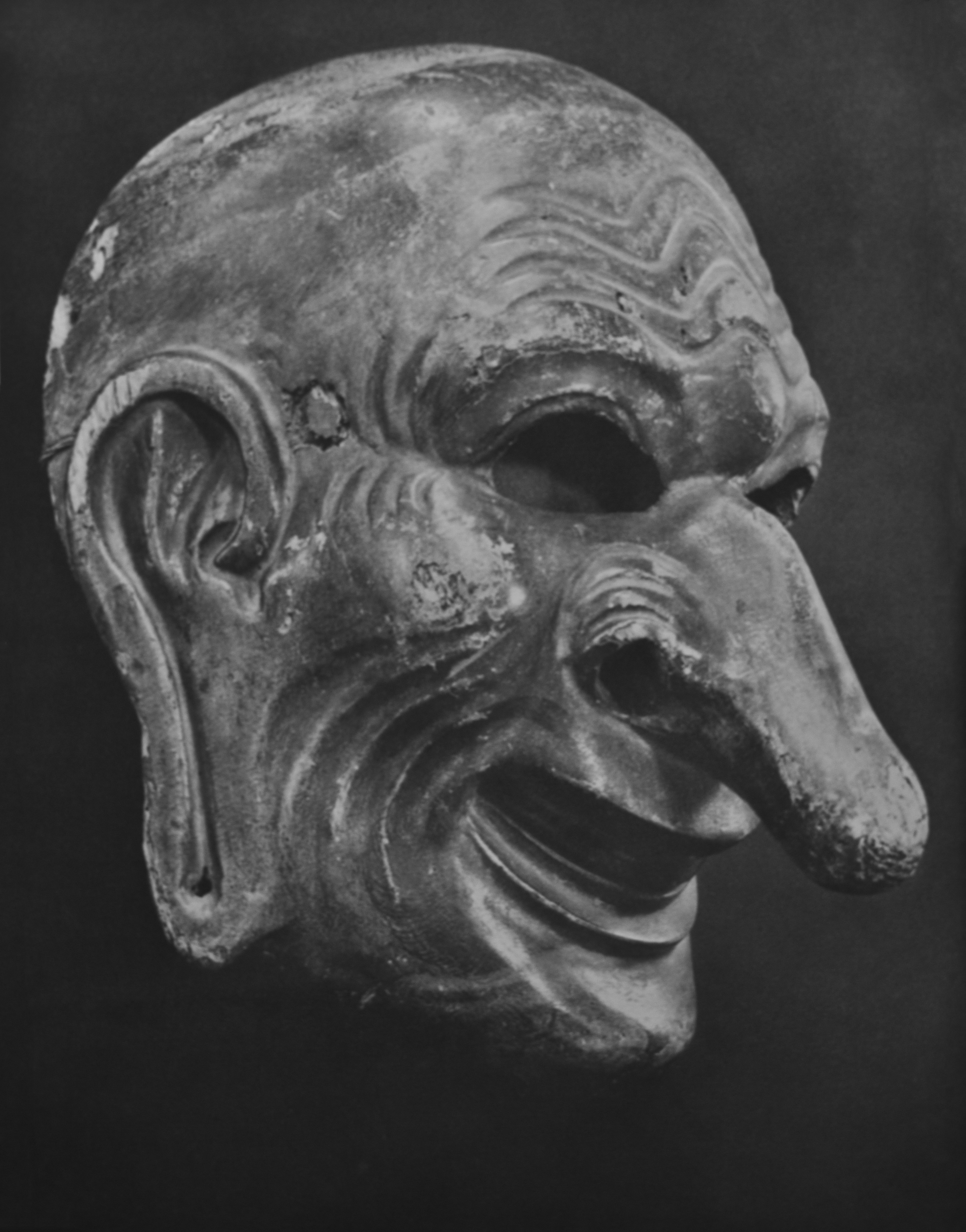
Маска тидо
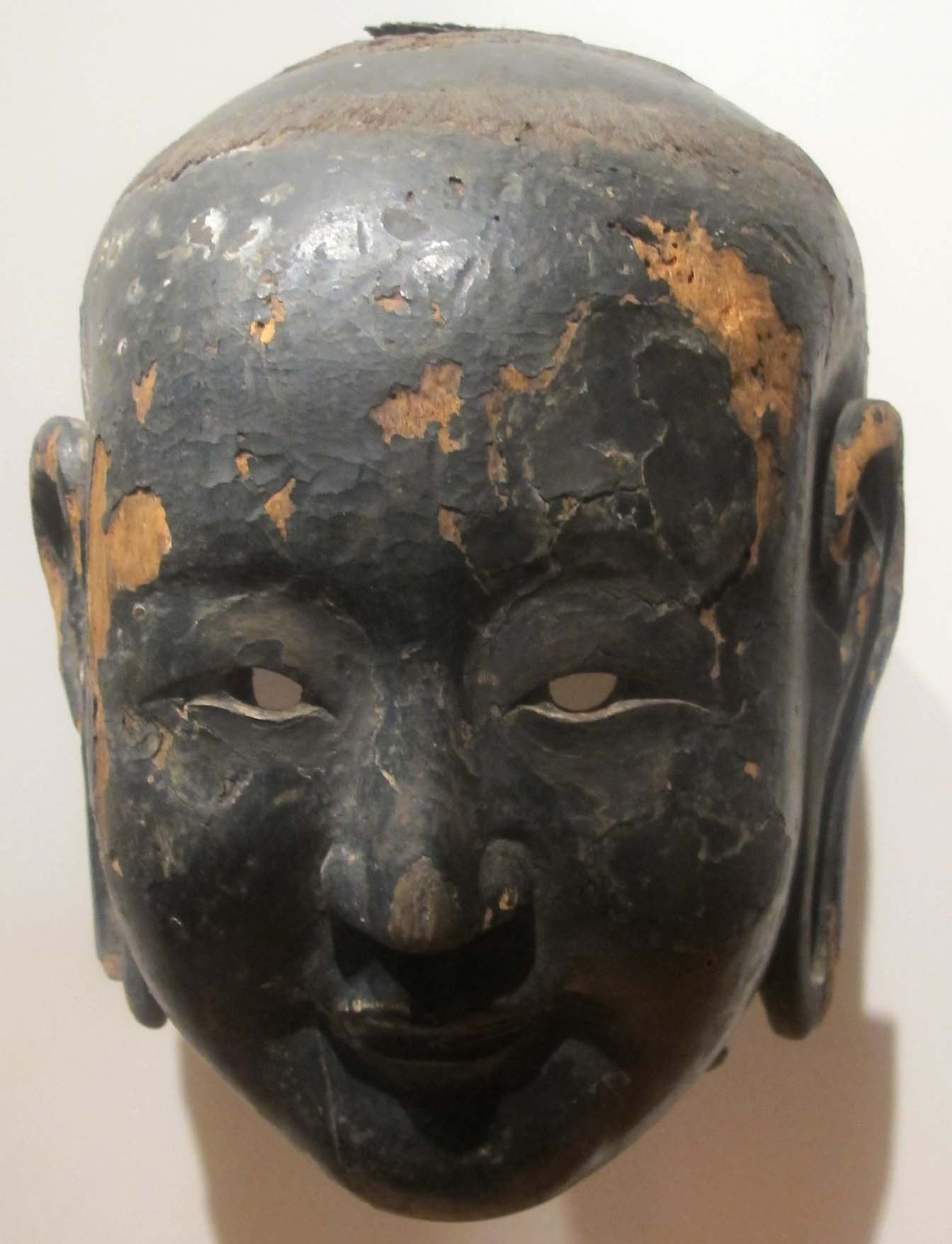
Маска гоко
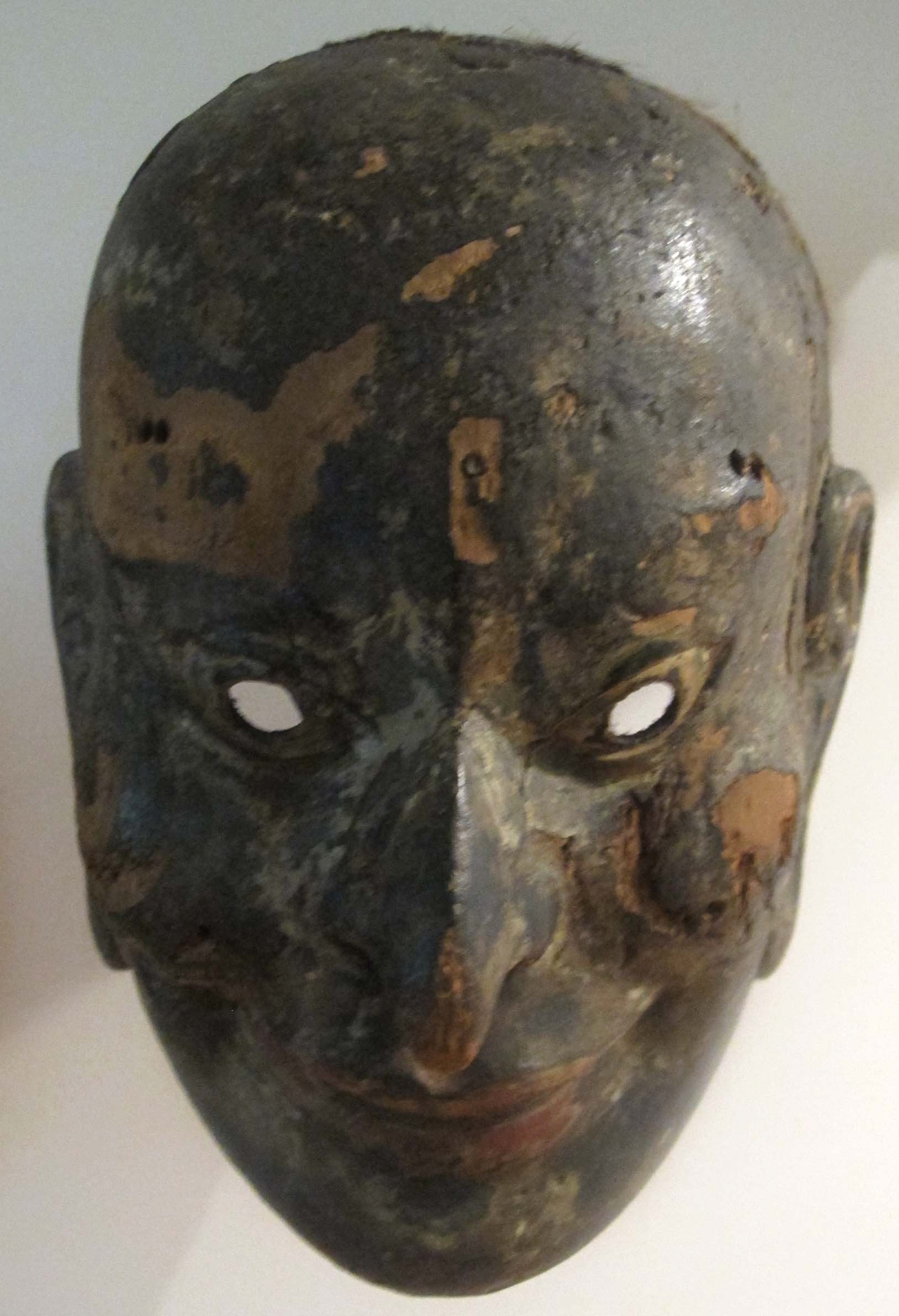
Маска сисико
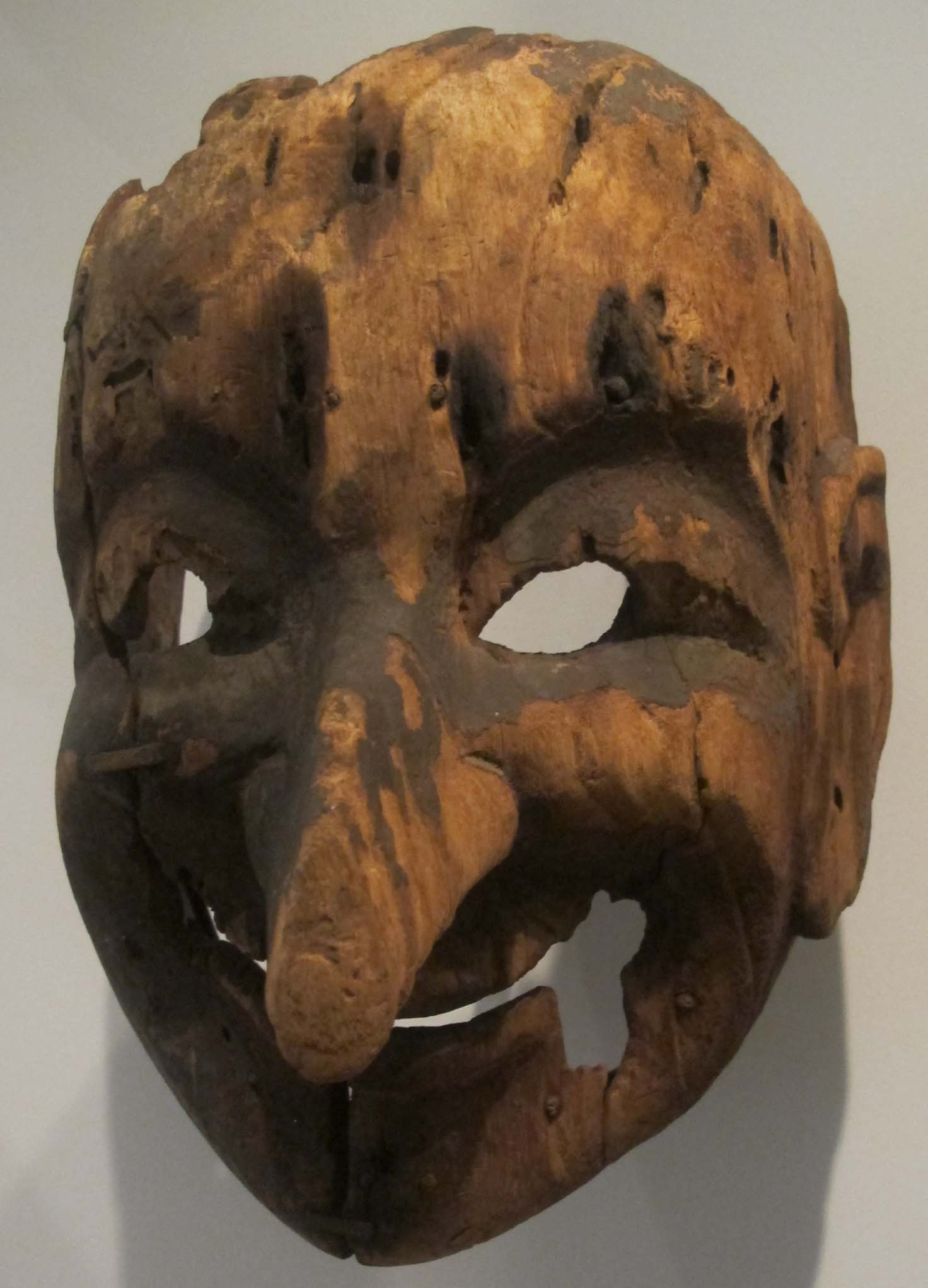
Маска суйкодзю

Из числа всех театральных масок Японии маски гигаку являются самыми большими, некоторые из них достигают размера более полуметра: маска закрывает лицо исполнителя таким образом, что передняя часть головы актёра оказывается под ней. Некоторые из масок представляют собой наголовники, а другие подобны полушлему. Маски всегда носились вместе со специальным многоэлементным и многоцветным костюмом с преобладанием в нём китайских и корейских элементов. В то же время в ритуальных костюмах служителей синтоистских храмов основным был белый цвет.
Самые ранние образцы масок гигаку находятся в сокровищнице храма Хорюдзи; в галерее Хорюдзи хомоцукан в Токийском национальном музее они раз в квартал (кроме зимы) выставляются на один месяц. Крупнейшее собрание масок принадлежит сокровищнице Сёсоин. Всего в мире сохранилось около 240 масок гигаку.

## Спектакль гигаку
Согласно «Кёкунсё», вступительная часть гигаку протекала в форме процессии: актёры в масках и музыканты без них направлялись от ворот храма во внутреннюю территорию к площадке либо подмосткам, где и происходило основное действие. Вторая часть включала в себя несколько танцевальных масочных пантомим, танцев, музыкальных номеров. В заключительной, третьей, части процессия возвращалась к месту, откуда первоначально начиналось шествие. Число участников одного представления в гигаку могло достигать 40 человек и более.

### Ход спектакля
Процессию выхода начинал персонаж Тидо, нёсший алебарду и одетый в парчовый костюм, на его лицо была надета маска тидо с очень длинным носом. Задача Тидо заключалась в «очищении» места действия от демонов; рядом с ним могли находиться двое помощников. За Тидо шли два актёра, игравшие льва Сиси, а также два актёра-мальчика, исполнявшие роли львят Сисико (букв. «дитя льва»). Следом шествовали два персонажа без масок под именем Хисасимоти, музыканты группой в двенадцать человек, ещё двое Хасасимоти и человек с копьём. Затем следовала ещё одна группа музыкантов, включавшая уже двадцать одного человека. Среди инструментов, использовавшихся ими, были китайская флейта с семью отверстиями, барабан косицудзуми и цимбалы добёси. Возможно, что сама процессия сопровождалась музыкой.
Неизвестно каким образом процессия переходила в исполнение танцев-сценок. По предположению, музыканты и персонажи занимали места по краям площадки либо временной сцены, а зрители располагались на земле вокруг неё, и уже после этого начиналась вторая часть спектакля гигаку. Из четырнадцати персонажей, участвовавших в ней, Тайкодзи выступали в парном танце, а Суйкодзю — в групповом по 6—8 человек. Общее число актёров, принимавших участие в спектакле, составляло 21—23.
В Японии считалось, что маска льва своей магией была способна изгонять демонов, и именно поэтому открывал спектакль всегда танец льва и львят: два актёра имитировали корпус животного с помощью полотна, в которое оба были обёрнуты; из-под полотна были видны их ноги в красных штанах и соломенных сандалиях. Маска льва представляла собой ярко-красную маску-наголовник с подвижными челюстями, красным языком и белыми зубами. Цвет львиной гривы был коричневым, зелёным либо красным. Танец львят исполняли дети; их красные маски имели улыбающийся рот, большие усы и нарисованные брови.
Вторым номером, по предположению исследователей, являлся сольный комический танец-пантомима, являвшийся пародией на поведение китайских принцев. Его исполнял персонаж по имени Курэгими (букв. «аристократ из Курэ») или Гоко (букв. «государь Го»). Мочки ушей на маске Гоко вытянуты, а губы растянуты в полуулыбке. Маска носилась с резной золотой короной. По ещё одной версии, персонаж комическим не был.

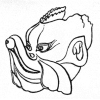
Маска Каруры

Третий номер представлял собой парный танец двух буддийских богов — Конго («алмаз») и Рикиси («силач»). Маски персонажей выражают ярость: на их лбах вздуты вены; отличие состоит в том, что у Конго рот полуоткрыт в небольшой улыбке, а у Рикиси рот при улыбке закрыт. В четвёртом номере исполнялся танец персонажа Карура (так на японском языке звучит имя индуистской птицы-божества Гаруды). Поскольку Гаруда ела змей, то, по одной из версий, исполнитель роли Каруры танцем имитировал умерщвление и поедание змея. Существует два варианта маски Каруры: в первом случае её хохолок возвышается вертикально, клюв раскрыт, и в нём находится жемчужина, во втором случае хохолок имеет поникший вид, а клюв сомкнут. В обоих разновидностях маски у Каруры большие выпученные глаза со зрачками.
Пятым выступал персонаж по имени Барамон, изображавший представителя касты жрецов (брахманов). Им исполнялся танец-пантомима «Стирка пелёнок», со временем ставший темой и других театральных представлений Японии — саругаку, кёгэна, кабуки. Маска персонажа изображает лицо старого брахмана с полузакрытыми глазами; мочки его ушей вытянуты, а во рту нет верхних зубов.

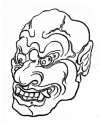
Маска Конрона

В отличие от предыдущих сценок, шестая имела более разработанный сюжет и разнохарактерных персонажей: грубый Конрон был влюблён в красавицу Годзё (букв. «девушка царского рода Го»). Когда та пришла в храм на поклонение, Конрон попытался соблазнить девушку, но в этот момент появился силач Рикиси и пресёк домогательства. Силач танцевал с копьём, таким образом изображая поражение демона сладострастия. Маска Конрона имеет звериные черты: чёрный цвет лица, широкораскрытые глаза навыкате, его уши заострены, зубы торчат вперёд. Маска Годзё является единственной женской маской в гигаку; имеет белый цвет с красными щеками и губами.
Седьмой номер исполнялся вдовцом Тайкофу и сиротой Тайкодзи (также Тайкоко); иногда сирот было двое. Тайкофу в пантомимной манере молился у статуи Будды, а Тайкодзи пародировал его походку. Маска Тайкофу изображает доброе лицо с полуулыбкой, а маска Тайкодзи — одиночество ребёнка. В восьмом номере исполнялся танец «Пьяный король из земли западных варваров Суйкоо», осуждавший злоупотребление алкогольными напитками. Предположительно перед зрителями появлялся пьяный персидский принц вместе со свитой в масках Суйкодзю, передающих характерные гримасы пьяных людей. Маска Суйкоо, изображающая персидского короля в головном уборе, имеет длинный нос с высокой переносицей.
После восьмого номера спектакль заканчивался, исполнители группировались в процессию и покидали территорию храма.

## Комментарии
1. 1 2 3 4 5  Го и Курэ — японские варианты названия китайского региона У, расположенного по нижнему течению Янцзы к югу от реки[1][2][3].
2. ↑  Си-Лян — одно из царств, существовавших в древнем Китае[7].
3. ↑  Цитата из «Нихон сёки» по русскоязычному изданию 1997 года:

«[612 г.] 
 …один человек по имени Мимаси переселился из Пэкче. Он сказал: „Я учился в Курэ и овладел искусством музыки и танца Курэ“. Его поселили в Сакурави. Собрав детей, он обучал их музыке и танцам Курэ. Двое — Мано-но Обито Дэси и Имаки-но Аяпито Саимон — выучились у него и передали [будущим поколениям искусство] этих танцев»[9].
4. ↑  По предположению некоторых японских исследователей, Мимаси — название труппы, а не одного человека[10].
5. ↑  Город Киото был столицей Японии с 794 по 1869 год[13].
6. ↑  По мнению Н. А. Иофан, лак при изготовлении масок мог использоваться с целью сделать их более лёгкими[21].
7. ↑  Подобная роль лидера процессии встречалась также в Китае и Индии[29].
8. ↑  Маска льва была настолько большой, что её несли на себе сразу двое исполнителей[5]. При этом облик маски льва был далёк от облика настоящего льва[29].
9. ↑  В некоторых исследованиях персонаж Гоко не считается комическим[33]; Гоко мог появляться на сцене, изображая игру на флейте, в то время как настоящий флейтист исполнял музыкальную тему Гоко[34].
10. ↑  Другое название Конрона — Курон (букв. «черноликий», что обозначало жителя Индии)[37].
11. ↑  По словам Н. А. Иофан, сцена поединка между Рикиси и Конроном воспроизводила древний магический обряд, связанный с фаллическим культом: победить отсекал у побеждённого фаллос[39].